# Měrunice
Měrunice (deutsch Meronitz) ist eine Gemeinde in Tschechien. Sie liegt acht Kilometer südlich von Bílina und gehört zum Okres Teplice.

## Geographie
Měrunice befindet sich im westlichen Teil des Böhmischen Mittelgebirges am Lužický potok. Nordöstlich erheben sich der Hradišťany (752 m) und der Ostrý (718 m). Östlich liegen der Plešivec (509 m) und Hradišťko (536 m); südlich der Vraník (483 m).
Nachbarorte sind Mrzlice und Mukov im Norden, Červený Újezd im Nordosten, Leská und Řisuty im Osten, Lahovice und Všechlapy im Südosten, Libčeves und Hořenec im Süden, Kozly und Chrámce im Südwesten, Žichov im Westen sowie Mirošovice und Tvrdín im Nordwesten.

## Geschichte
Erstmals erwähnt wurde Měrunice als eines der um 1165 zum Besitz des von Judith von Thüringen gegründeten Benediktinerinnenklosters Johannes des Täufers in Teplice. Der erste urkundliche Nachweis über das Dorf datiert von 1295, als die im Ort befindliche Feste der Sitz des Vladiken Jan von Měrunice war. Zu Beginn des 14. Jahrhunderts erfolgte eine Teilung des Dorfes. Ein Anteil gehörte zur Burg Skalka, ein weiterer ab 1300 Lipold und Frycek von Moravěves. Den dritten Teil mit der Feste besaß Bavor von Měrunice. Den Anteil der Herren von Moravěves erwarben später die Vchyňský. Im Jahre 1380 besaßen Martin Vchyňský sowie die Brüder Ryker, Peter und Eberhard von Skalka den Ort. Mit dem Erwerb der Burg Skalka durch Erhart von Sulewicz übernahmen die Kaplirz de Sulewicz ab 1415 den Skalker Anteil. Die Vchyňský verkauften ihren Teil zu Beginn des 16. Jahrhunderts an Děpolt Popel von Lobkowicz. Das Gut der Herren von Měrunice gelangte an die Stadt Louny. Wegen der Beteiligung am antihabsburgischen Aufstand verfielen 1547 sämtliche Güter der Stadt an die Böhmische Krone, und die Popel von Lobkowicz erwarben diesen Anteil von Měrunice hinzu. Im Laufe des 16. Jahrhunderts gelangte das ganze Dorf an die Herren von Lobkowicz auf Bilin.
Nach der Aufhebung der Patrimonialherrschaften bildete Meronitz mit dem Ortsteil Schichhof 1850 eine Gemeinde im Bezirk Teplitz. Um 1900 kam die Gemeinde zum Bezirk Dux und in den 1930er Jahren zum Bezirk Bilin. Zu Beginn des 20. Jahrhunderts erlangte der Ortsteil Schichhof seine Eigenständigkeit. Die Bewohner von Meronitz lebten vornehmlich vom Obstbau. Am Wranekberg befand sich seit dem 19. Jahrhundert Maximilians Granatengrube, in der böhmischen Granat gefördert wurde. Zur Zeit des Granatbergbaus erreichte die Einwohnerzahl fast die Tausend. 1870 wurde die Kirche St. Stanislav zur Pfarrkirche erhoben.
Im Jahr 1930 lebten in Meronitz 447 Einwohner. Die meisten der Bewohner waren Deutsche, im Dorf lebte auch eine tschechische Minderheit. Nach dem Münchner Abkommen erfolgte 1938 die Angliederung an das Deutsche Reich. 1939 lebten nach der Aussiedlung der Tschechen in der Gemeinde im Landkreis Bilin 403 Menschen. Nach dem Zweiten Weltkrieg wurde die deutsche Bevölkerung vertrieben und Tschechen angesiedelt. Im Zuge der Auflösung des Okres Bílina kam Měrunice 1961 zum Okres Teplice. Zugleich wurde Žichov eingemeindet.
Im Jahre 2004 wurde mit Beuren, dem Geburtsort des Dichters Karl Eckardt, der bis zu seinem Tod im Jahre 1926 als Pfarrer in Meronitz gewirkt hatte, eine Gemeindepartnerschaft abgeschlossen. Anlässlich des 80. Todestages von Eckardt fand 2006 in Měrunice eine deutsch-tschechische Begegnungsveranstaltung statt.

## Gemeindegliederung
Die Gemeinde Měrunice besteht aus den Ortsteilen und Katastralbezirken Měrunice (Meronitz) und Žichov (Schichow, früher Schichhof).

## Partnergemeinden
- Beuren, Deutschland, 2004

## Sehenswürdigkeiten
- Kirche des Hl. Stanislav, seit 1386 nachweisbar
- ehemalige Feste

## Persönlichkeiten
- Karl Eckardt (1874–1926), Pfarrer und Schriftsteller